# Элифи
Элифи  (ჸ, груз. ელიჶი, также аини, груз. ჸინი) — дополнительная буква грузинского письма.

## Использование
Изобретена профессором А. А. Цагарели не позднее 1880 года.
Используется в мегрельском и сванском языках для обозначения звука [ʔ].
В системах романизации грузинского письма передаётся как ʻ (ALA-LC).

## Написание
| Асомтаврули | Нусхури | Мхедрули |
| ----------- | ------- | -------- |
| —           | —       |          |

## Кодировка
Элифи мхедрули была включена в стандарт Юникод в версии 3.2 в блок «Грузинское письмо» (англ. Georgian) под шестнадцатеричным кодом U+10F7.
Элифи мтаврули была включена в Юникод в версии 11.0 в блок «Расширенное грузинское письмо» (англ. Georgian Extended) под шестнадцатеричным кодом U+1CB7.